# Jenkins (Kentucky)
Jenkins ist eine Kleinstadt in Letcher County (Kentucky, Vereinigte Staaten). Das U.S. Census Bureau hat bei der Volkszählung 2020 eine Einwohnerzahl von 1902 ermittelt.
Jenkins liegt an der östlichen Grenze von Kentucky, nur wenige Kilometer von der Grenze zu Virginia entfernt. In der unmittelbaren Nähe befindet sich der Jenkins Mountain. Die Stadt selbst erstreckt sich über eine Fläche von 22,2 km² und hat nach dem United States Census 2000 2.401 Einwohner. Knapp 98,0 % der Einwohner haben eine weiße Hautfarbe, der Rest gehört anderer Volksgruppen an.
Jenkins ist eine junge Stadt, 38,8 % der Einwohner sind unter 24 Jahre alt; das Durchschnittsalter beträgt 38 Jahre.
Das Jahresdurchschnittseinkommen eines Haushalts beträgt USD 20.143.

## Söhne und Töchter
- Francis Gary Powers (1929–1977), Pilot
- Gary Stewart (1944–2003), Countrymusiker und Liedtexter